# Obere Wublitz

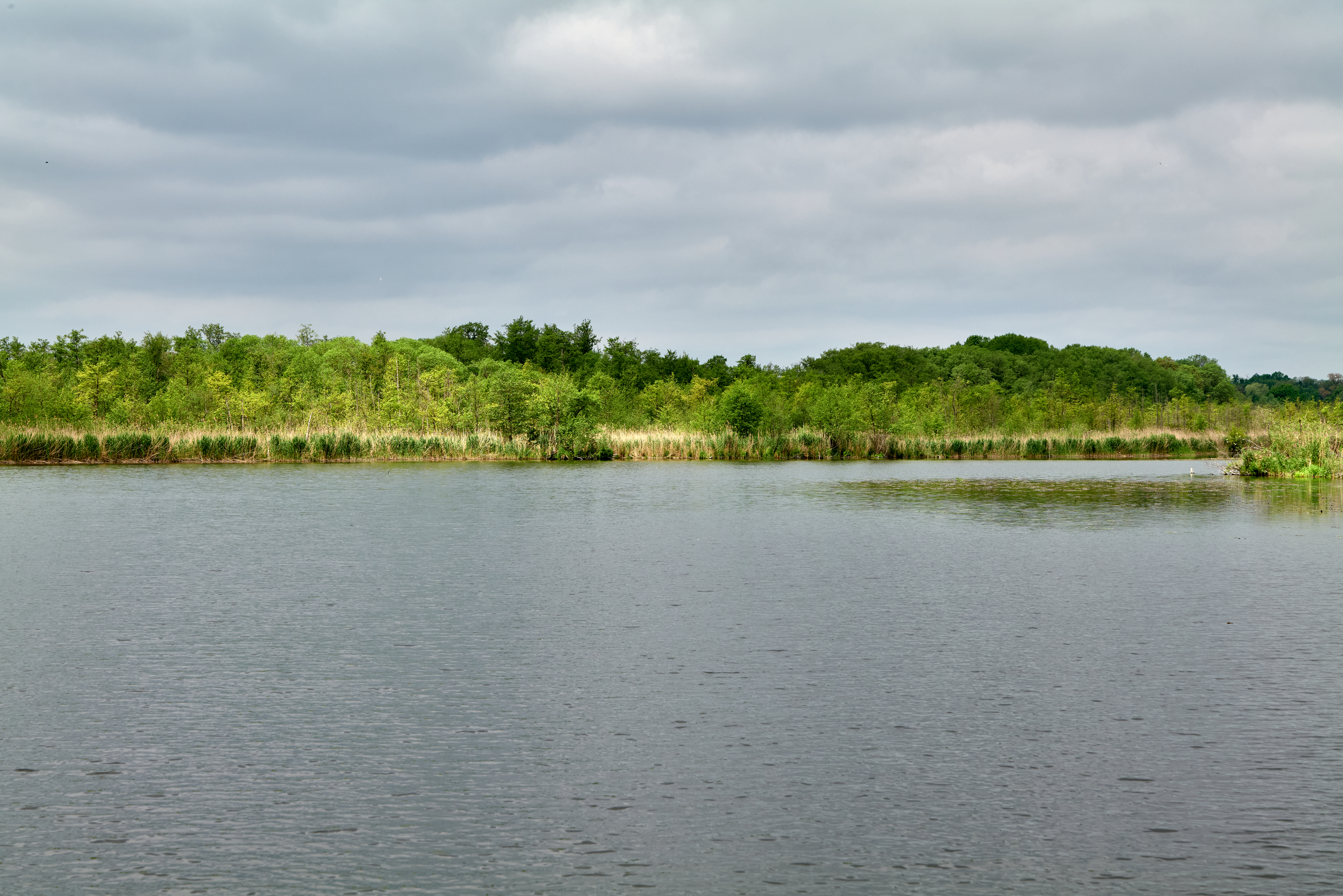
Naturschutzgebiet Obere Wublitz

Das Naturschutzgebiet Obere Wublitz liegt auf dem Gebiet der kreisfreien brandenburgischen Landeshauptstadt Potsdam.
Das Gebiet mit der Kenn-Nummer 1156 wurde mit Verordnung vom 17. März 1986 unter Naturschutz gestellt. Das rund 100 ha große Naturschutzgebiet erstreckt sich südöstlich von Uetz, einem bewohnten Gemeindeteil des Ortsteils Uetz-Paaren von Potsdam, und westlich von Marquardt, einem Ortsteil von Potsdam, entlang der Wublitz, eines rechten Nebenarmes der Havel. Am nordwestlichen Rand des Gebietes verläuft die A 10, östlich verlaufen die B 273 und die Landesstraße L 92. Am südöstlichen Rand erstreckt sich der etwa 200 ha große Schläniztsee, am südlichen Rand fließt der Sacrow-Paretzer Kanal.